# Кано Эйтоку
Кано Эйтоку (яп. 狩野 永徳 Кано: Эйтоку, 16 февраля 1543, Киото — 12 октября 1590) — японский художник.

## Жизнь и творчество
Кано Эйтоку является одним из крупнейших японских художников, основателем школы Кано в японской живописи в Период Адзути-Момояма. Работы Эйтоку отличаются элегантностью и уникальны по мастерству исполнения. Многие его картины включены в число Национальных сокровищ Японии.
Дед мастера, Кано Мотонобу, был придворным художником сёгунов Асикага. Под его руководством Эйтоку начал ещё в детстве рисовать и развивать далее, используя также достижения китайской живописи, присущий деду художественный стиль.
Кано Эйтоку работал по заказам полководцев Оды Нобунаги и Тоётоми Хидэёси. Разрисованные им большие зонты, раздвижные ширмы, настенная и потолочная живопись украшали принадлежавший Нобунаге замок Адзути и дворцы Хидэёси в Киото и Осаке. К сожалению, многие работы художника были повреждены и даже погибли во время волнений в Японии в Период Сэнгоку. Но и остающиеся рассказывают современному зрителю о величии таланта Кано Эйтоку и о богатой культуре периода Адзути-Момояма.
Современником и противником Кано Эйтоку был другой великий японский художник Хасэгава Тохаку.

## Галерея

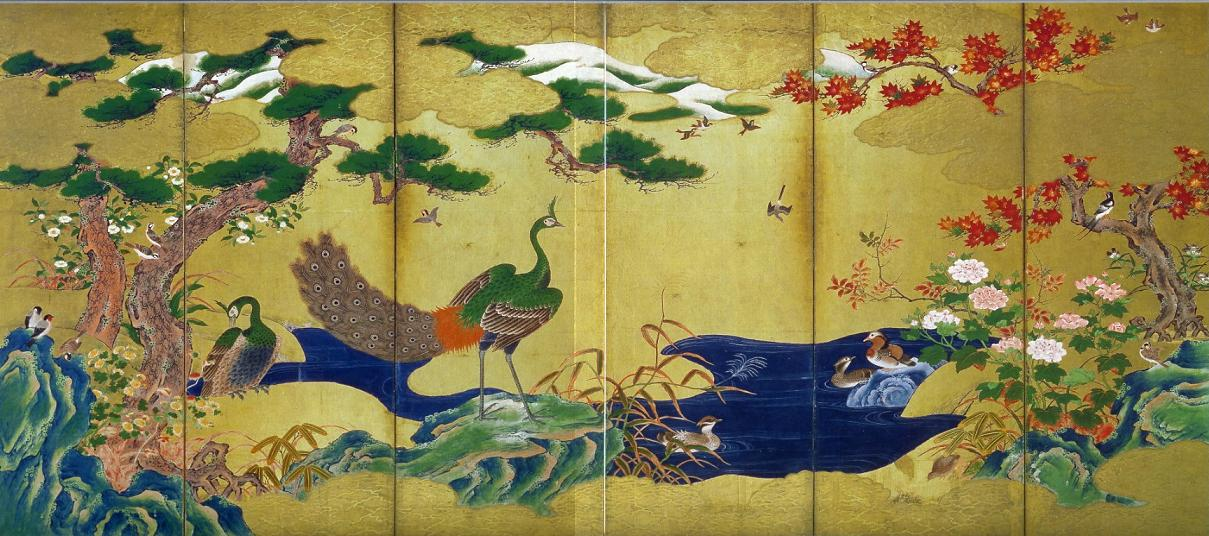
Птицы и цветы четырёх времён года

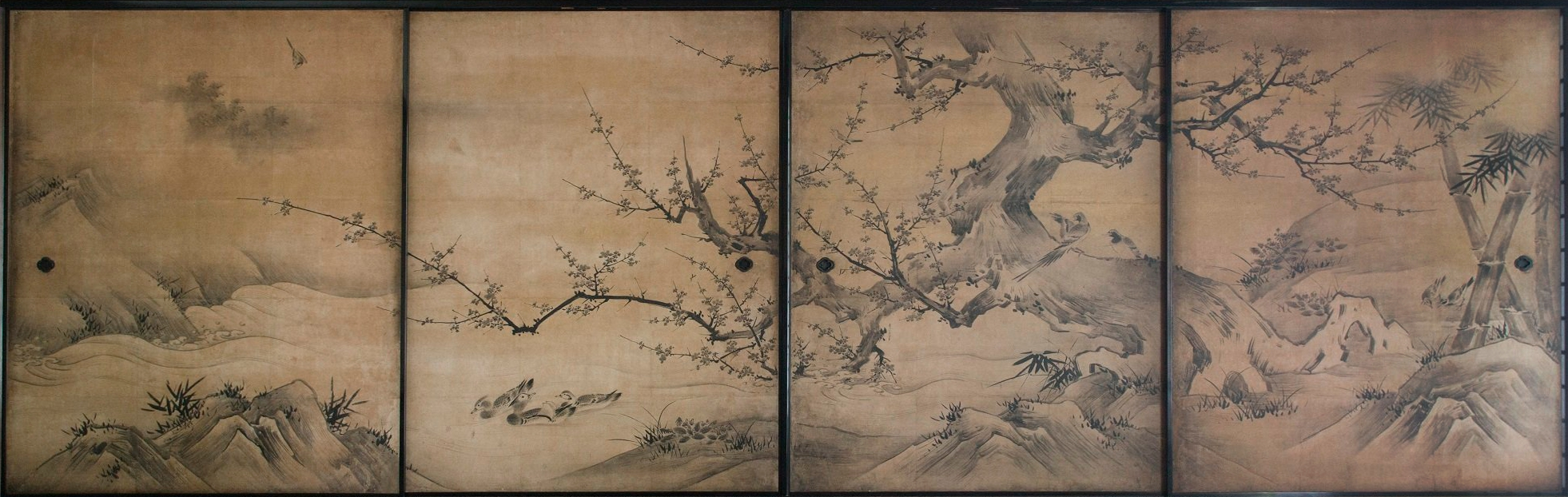
Птицы и цветы четырёх времён года

Кипарис (Hinoki)

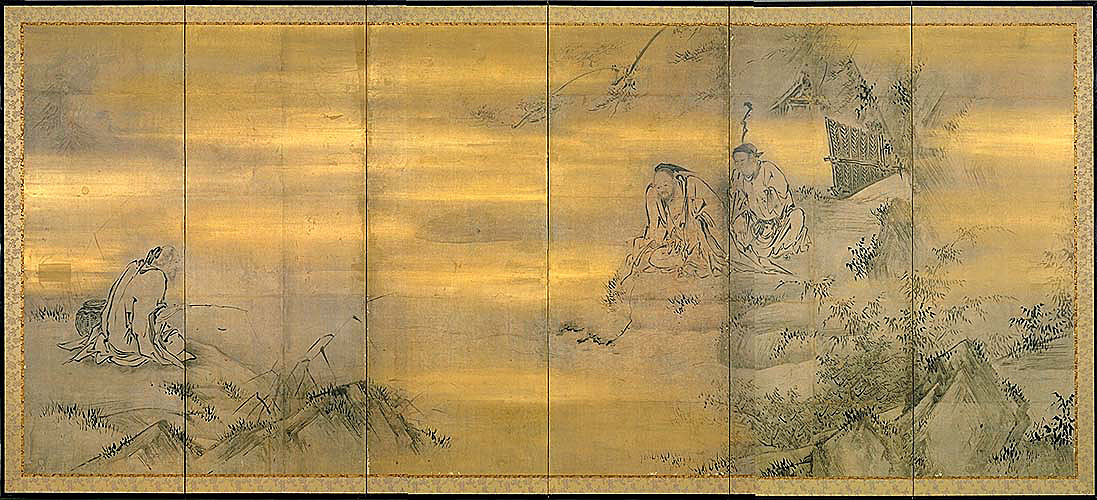
Отшельники и Фея

Китайские львы